# Școtă

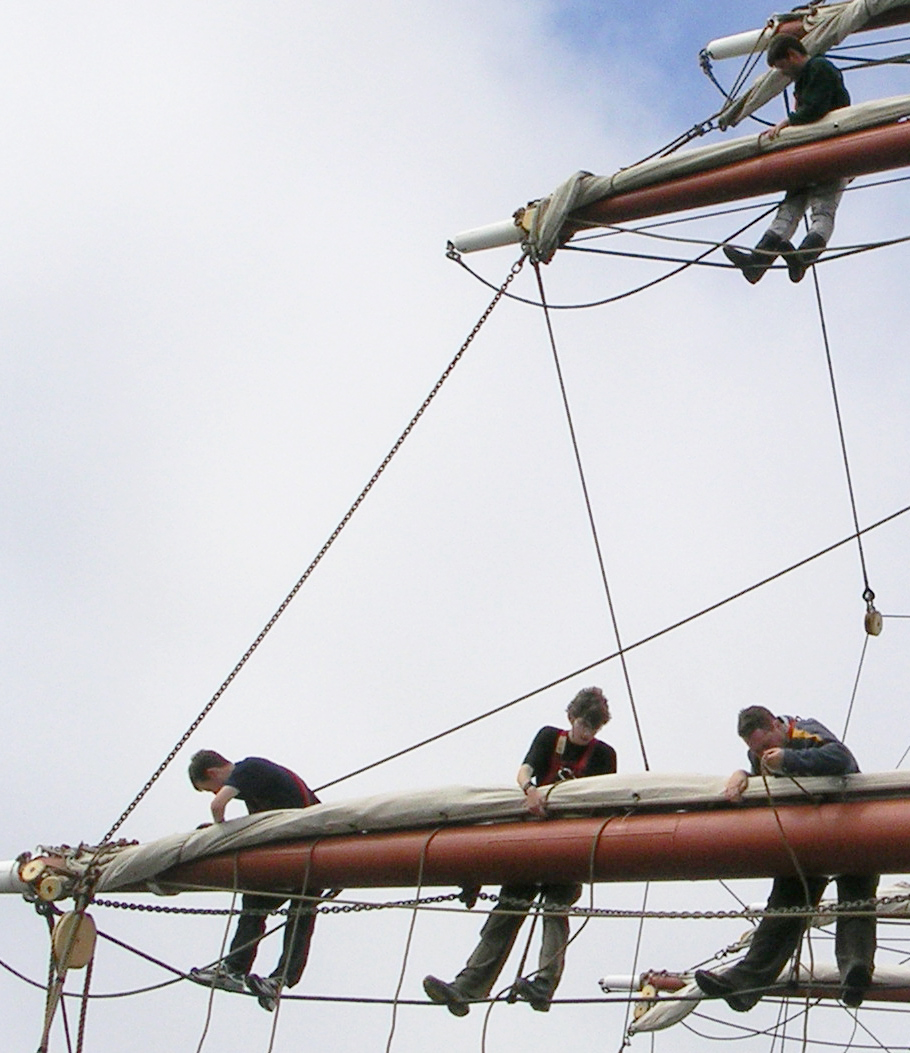

Școta este o saulă destinată manevrei unui ghiul sau colțul de jos al unei vele, fixându-le spre pupa într-o poziție favorabilă față de vânt.
Alți autori definesc școta ca fiind o manevră curentă, constând dintr-o parâmă, mandar, palanc sau lanț, legată la un colț inferior de velă și folosită pentru întinderea și fixarea spre pupa a velelor într-o poziție favorabilă față de direcția vântului. Școtele velelor pătrate se găsesc totdeauna sub vânt.
În altă definiție, școta este o manevră a unei vele care trage spre pupa colțul de școtă, opus colțului de mură care se întinde spre prova, atunci când se orientează velele.
Prin strângerea școtei unei vele, se mărește unghiul de incidență al vântului pe suprafața velei. Odată cu mărirea unghiului de incidență crește și presiunea pe velă. Prin filarea școtei se produce micșorarea unghiului de incidență, deci și micșorarea presiunii pe velă.
Școta focului este o saulă folosită la întinderea și fixarea colțului liber al focului în bordul din vânt.
Școta genovezului controlează unghiul velei față de longitudinalul navei.